# Pichanges
Pichanges ist eine französische Gemeinde mit 293 Einwohnern (Stand: 1. Januar 2022) im Département Côte-d’Or in der Region Bourgogne-Franche-Comté (vor 2016 Bourgogne). Sie gehört zum Arrondissement Dijon und zum Kanton Is-sur-Tille.
Anders als die Traube im Wappen vermuten lässt, gibt es in der Gemeinde keine Rebflächen.

## Geographie
Pichanges liegt rund 22 Kilometer nordnordöstlich von Dijon. Nachbargemeinden sind Gemeaux im Norden und Westen, Lux im Nordosten, Spoy im Osten sowie Flacey im Süden und Südwesten.
Im Osten der Gemeinde verläuft die Autoroute A 31.

## Bevölkerungsentwicklung
| Jahr                       | 1962 | 1968 | 1975 | 1982 | 1990 | 1999 | 2006 | 2013 | 2019 |
| Einwohner                  | 176  | 170  | 126  | 146  | 211  | 223  | 246  | 275  | 294  |
| Quellen: Cassini und INSEE |      |      |      |      |      |      |      |      |      |